# Cryptoloba obsoleta
Cryptoloba obsoleta är en fjärilsart som beskrevs av Inoue 1971. Cryptoloba obsoleta ingår i släktet Cryptoloba och familjen mätare. Inga underarter finns listade i Catalogue of Life.